# Hugo Fähndrich
Hugo Fähndrich (3 luglio 1851 – Vienna, 3 luglio 1930) è stato uno scacchista austriaco di origine ungherese.
Nato in Ungheria, negli anni 1880 si trasferì a Vienna.
Assieme e Carl Schlechter  e Arthur Kaufmann, fu tra i principali proponenti della scuola viennese di scacchi (Wiener Schachschule), fondata da Max Weiss.
Fu l'arbitro principale del torneo di Vienna 1898.. Assieme a Georg Marco e Alexander Halprin, scrisse il libro del torneo: Internationales Kaiser-Jubiläums-Schachturnier Wien 1898.
Partecipò a molti tornei a Vienna: si classificò 3° nel 1896 (vinse Georg Marco), 4° nel 1897 (vinse Carl Schlechter) e 9° nel 1897/98 (vinse Georg Marco).
Alcune partite di Hugo Fähndrich (su chessgames.com):
- Fähndrich – Steinitz, Vienna 1897:  Partita d'alfiere, gambetto Urusov (1-0)
- Schlechter – Fähndrich, Vienna 1904:  Spagnola, variante aperta (0-1)
- Duras – Fähndrich , Vienna 1909:  Gambetto nordico accettato (0-1)